# Польсько-румунський кордон
Польсько-румунський кордон — державний кордон міжвоєнного періоду між Польщею та Румунським королівством завдовжки 338 км.

## Формування кордону
1918 року румунська армія зайняла колишню габсбурзьку коронну землю Герцогство Буковина, яку населяли як румуни, так і русини. На той час майбутній польсько-румунський кордон був фактично кордоном Західноукраїнської Народної Республіки з окупованою Румунією Буковиною, а Румунія була тією країною, в якій і Польща, і Франція вбачали головного потенційного партнера Польщі в Центральній Європі. У Бухаресті діяло польське дипломатичне представництво. 
Франція також була впевнена у необхідності військової співпраці Варшави і Бухареста проти ЗУНР. Маршал Фош на засіданні «Ради чотирьох» заявляв, що з міркувань протидії проникненню більшовизму в Європу конче потрібно створити бар’єр із Польщі та Румунії.
Навесні 1919 р. Польщу від Румунії відділяла тільки смуга ще підвладної ЗОУНР території, захоплення якої дало б змогу встановити польсько-румунський кордон. Ключовим моментом польсько-румунського співробітництва стало перекидання у квітні 1919 через окуповану Румунією Бессарабію до Польщі виведеної з Одеси 4-ї стрілецької дивізії Люціана Желіговського (~4000 вояків), яка могла б суттєво підсобити полякам у їхній війні проти українців. 21 травня вийшов наказ про переведення цієї дивізії в Галичину.
24 травня 8-ма румунська дивізія перейшла кордон ЗОУНР і зайняла Коломию, Снятин, Косів та рушила на Станиславів, а тим часом польські війська ввійшли в Станиславів, Галич і Калуш. Таким чином до кінця травня 1919 року румунська армія зайняла південно-східну частину Галичини, обмежену лінією, що сполучає річки Дністер і Тиса. Південно-східна Галичина була україномовною, за винятком осілих у містах поляків. Польські війська до середини липня оволоділи рештою території Східної Галичини включно з містом Станиславів. У рамках домовленостей щодо кордону в серпні 1919 р. румуни передали загарбані ними галицькі землі польській стороні. Кордон між двома країнами проходив так, як і довоєнний, внутрішньоавстрійський, буковинсько-галицький кордон.

## Протяжність
Польсько-румунський кордон починався від потрійного польсько-чехословацько-румунського стику на вершині Стіг (1 653 м) у Мармароських Карпатах і тягнувся хребтом цього масиву на схід до витоків Білого Черемоша. З того місця кордон повертав на північ і через долину Черемоша доходив до місця його впадіння у Прут. Потім пролягав на північ, прямо до Дністра. Остання точка румунсько-польського кордону — польсько-румунсько-радянський потрійний стик — був у гирлі Збруча на Дністрі. Кордон проходив точно так, як описано у підсумковому протоколі про делімітацію між Польщею та Румунією, підписаному 17 травня 1935 року (Dz.U. z 1937 r. nr 3, poz. 27).
Розмежування з Румунією тривало до 1930-х років. Воно давалося важко через претензії румунів на південну, гірську частину Покуття. Польща відкинула ідею обміну території Буковини на південне Покуття, зокрема через відкриті запаси корисних копалин у Чивчинських горах.
Кордон позначали чавунні прикордонні стовпи — менші, увінчані кубиками з буквами «P» і «R», та більші, з гербами на табличках над кубиками. З польського боку державний кордон простягався по межах Станиславівського і Тернопільського воєводств.

## Прикордонні переходи
У міжвоєнне двадцятиріччя на цьому кордоні діяло кілька пунктів перетину, найважливіші з яких містилися на Дністрі в Заліщиках та в долині Пруту за Снятином. Перший із них відіграв особливо важливу роль у вересні 1939 року: саме тоді польські війська перейшли «заліщицький міст» у надії продовження боротьби з Німеччиною і Радянським Союзом на боці західних союзників — Франції і Англії. Ці надії виявилися марними, бо польських вояків було інтерновано і доправлено в табори в Добруджі.
Конвенцією від 7 грудня 1929 між Польщею та Румунією було встановлено такі прикордонні переходи:

### Переходи з митницями
- Козачівка — Пригородок
- Заліщики — Хрещатик
- Ясенів-Пільний — Бабин (будувалася)
- Снятин-Залуччя — Неполоківці (залізниця)
- Кулачин — Оршівці (будувався)
- Залуччя — Вашківці (філія митниці Снятин-Залуччя)
- Кути — Вижниця

### Переходи без митниць
- Устя — Самушин
- Городок — Василів і Кулівці
- Яблуниця — Яблоніца

## Виноски
1. ↑  Генрик Домінічак визначає довжину кордону з Румунією на 349 км[2]